# Ballady (album Bajmu)
Ballady – trzecia składanka zespołu Bajm, wydana 8 września 1997 przez wytwórnię EMI Music Poland. Na płycie znalazły się wolne utwory, jak również nowe wersje czterech przebojów z lat 80. takich jak „O.K. O.K. nic nie wiem, nic nie wiem”, „Różowa kula”, „Małpa i ja” oraz „Dwa serca, dwa smutki”. Wydawnictwo promował singiel „Kraina miłości”, do którego zrealizowany został klip.
W 2004 album uzyskał certyfikat podwójnej platynowej płyty.

## Lista utworów
1. „O.K. O.K. nic nie wiem, nic nie wiem”
2. „Miłość i ja”
3. „Różowa kula”
4. „Ja”
5. „U stóp szklanych gór”
6. „Dziesięć przykazań”
7. „Belle Ami”
8. „Małpa i ja”
9. „Płomień z nieba”
10. „Dwa serca, dwa smutki”
11. „Już bez Ciebie”
12. „Kraina miłości”

## Teledyski
- Kraina miłości
- Różowa kula